# Фрязино-Товарна
Фрязино-Товарна - зупинний пункт/пасажирська платформа тупикової лінії Болшево - Фрязино Ярославського напрямку Московської залізниці. Розташована у місті Фрязино Московської області, у межах станції Фрязино.
Не обладнана турнікетами.
Час руху від/до Москва-Пасажирська-Ярославська близько 1 години 5 хвилин (від 53 хвилин до 1 годину 33 хвилин), від/до платформи Фрязино-Пасажирська - 1-2 хвилини.